# Клайнвелька

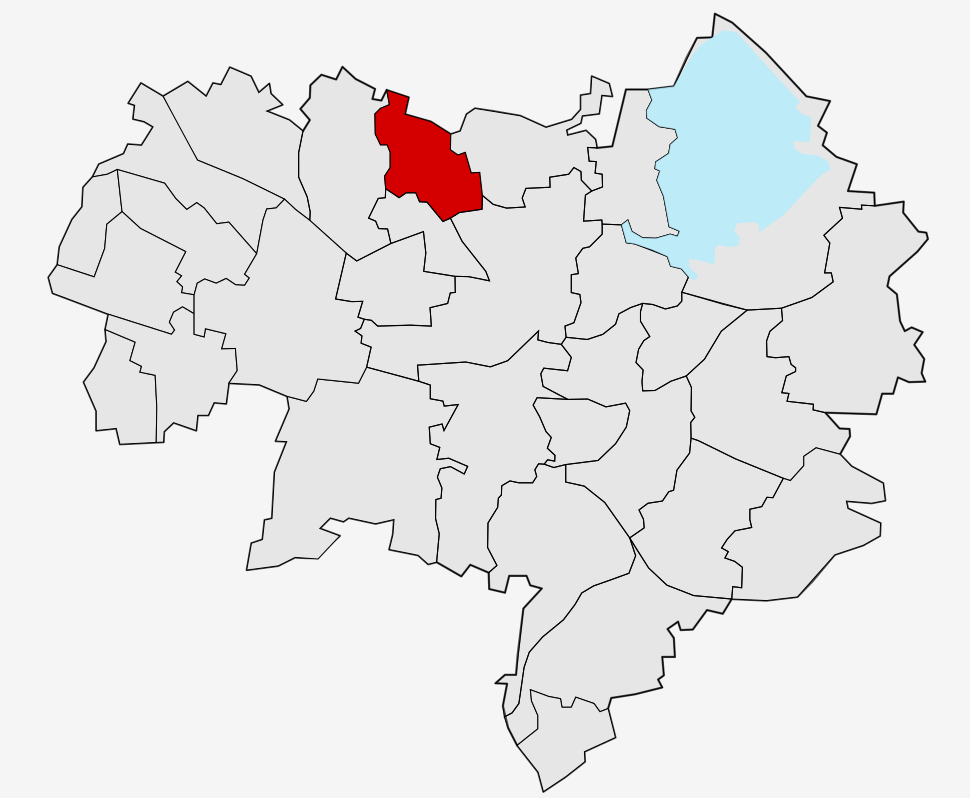
Клайнвелька на городской карте Баутцена

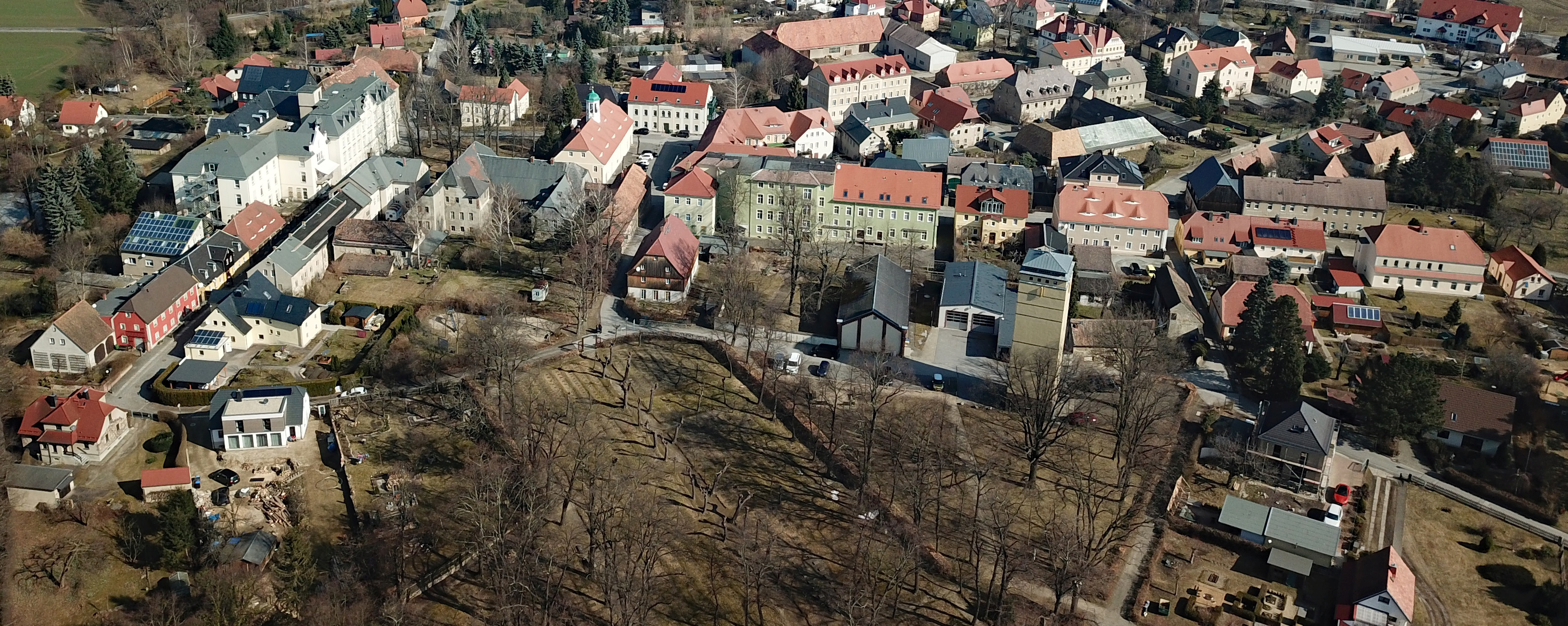
Колония «Малы-Вельков» чешских братьев на западе Клайнвельки

Кла́йнвелька или Ма́лы-Ве́льков (нем. Kleinwelka; в.-луж. Mały Wjelkowо файле) — сельский населённый пункт в Верхней Лужице, входящий с 1999 года в городские границы Баутцена, Германия. Район Баутцена.

## География
Находится на северо-западе от исторического центра Баутцена. На западе непосредственно граничит с населённым пунктом Вульки-Вельков. Через населённый пункт проходит автомобильная трасса В96. На юго-западе от деревни расположен холм Вивальце (нем. Wiwalze, в.-луж. Wiwalca) высотой 250 метров. На юго-западе от деревни находится Парк динозавров.
К западу от деревни находится бывшая железнодорожная станция «Клайнвелька». До 1999 года пассажирские перевозки осуществлялись на железнодорожной линии Баутцен — Хойерсверда. В 2001 году железнодорожное движение по этому направлению было приостановлено, здание вокзала было продано и частично снесено.
Между населённым пунктом и деревней Лубахау находится промышленная зона «Bautzen-Nord» и главные производственные мощности молочного завода «Bautz’ner».
Соседние населённые пункты: на севере — деревня Хельно коммуны Радибор, на востоке — деревня Лубохов (в городских границах Баутцена), на юге — деревня Чемерцы (в городских границах Баутцена) и на западе граничит с деревней Вульки-Вельков (в городских границах Баутцена).
Серболужицкий краевед Михал Росток в своём сочинении «Ležownostne mjena» упоминает земельные наделы в окрестностях деревни под наименованиями: Garbaŕski hat, Garbaŕska łuka, Pola Honec zahrodki, Po wětrnika, Na Šołćic, Pola skałow, Na horach, Pola plantaže, Grulec skała, Winčec wotpočink, Pola Ćichonic, Pola Zajdowa, Pola Kobanje, Na małej łučcy, Šćěpankec łuka, Pola keŕkow, Pola Libuchowa, Pola keŕchowa, Srački, Kušeńca.

## История
Впервые упоминается в 1419 году под наименованием «Welkaw opetz». До 1999 года населённый пункт был административным центром одноимённой коммуны. В 1999 году деревня вошла в городские границы Баутцена.
В 1751 году по приглашению серболужицкого религиозного деятеля Матея Долгого в Малы-Вельков прибыла группа чешских братьев, которая основала на западе деревни собственную колонию. Эта община моравских братьев занималась миссионерской деятельностью среди лужицкого народа. В 1778 году в колонию была построена школа-интернат, которую окончили около двух тысяч воспитанников. Позднее школа была преобразована в дом престарелых. В годы Второй мировой войны в ней находился лазарет. Колония чешских братьев долгое время была центром пиетизма и серболужицкого литературного творчества XVIII века. В настоящее время на территории этой бывшей колонии находятся многочисленные памятники истории и архитектуры федеральной земли Саксония.
20 мая 1983 года на территории деревни проходило сражение во время битвы за Баутцен. Около водонапорной башни был установлен знак в память о погибших в деревне во время этой битвы. Серболужицкий писатель Ян Гаша описывает это сражение в своей повести «Buškej» (1862).
В настоящее время деревня входит в состав культурно-территориальной автономии «Лужицкая поселенческая область», на территории которой действуют законодательные акты земель Саксонии и Бранденбурга, содействующие сохранению лужицких языков и культуры лужичан.
Исторические немецкие наименования
- Welkaw opetz
- kleynen Welcko, 1504
- cleine Wilke, 1519
- Klein Welcka, 1593

## Население
Официальным языком в населённом пункте, помимо немецкого, является также верхнелужицкий язык.
Согласно статистическому сочинению «Dodawki k statisticy a etnografiji łužickich Serbow» Арношта Муки в 1884 году в деревне проживало 605 человека (из них — 196 лужичанина (32 %)).
Лужицкий демограф Арношт Черник в своём сочинении «Die Entwicklung der sorbischen Bevölkerung» указывает, что в 1956 году при общей численности в 713 человека серболужицкое население деревни составляло 43,6 % (из них 443 взрослых владели активно верхнелужицким языком, 30 взрослых — пассивно; 102 несовершеннолетних свободно владели языком).
| 1834 | 1871 | 1890 | 1910 | 1925 | 1939 | 1946 | 1950 | 1964 | 1999 | 2020 |
| ---- | ---- | ---- | ---- | ---- | ---- | ---- | ---- | ---- | ---- | ---- |
| 74   | 111  | 137  | 131  | 212  | 1515 | 1542 | 1822 | 1683 | 1826 | 745  |

## Достопримечательности
- Парк динозавров

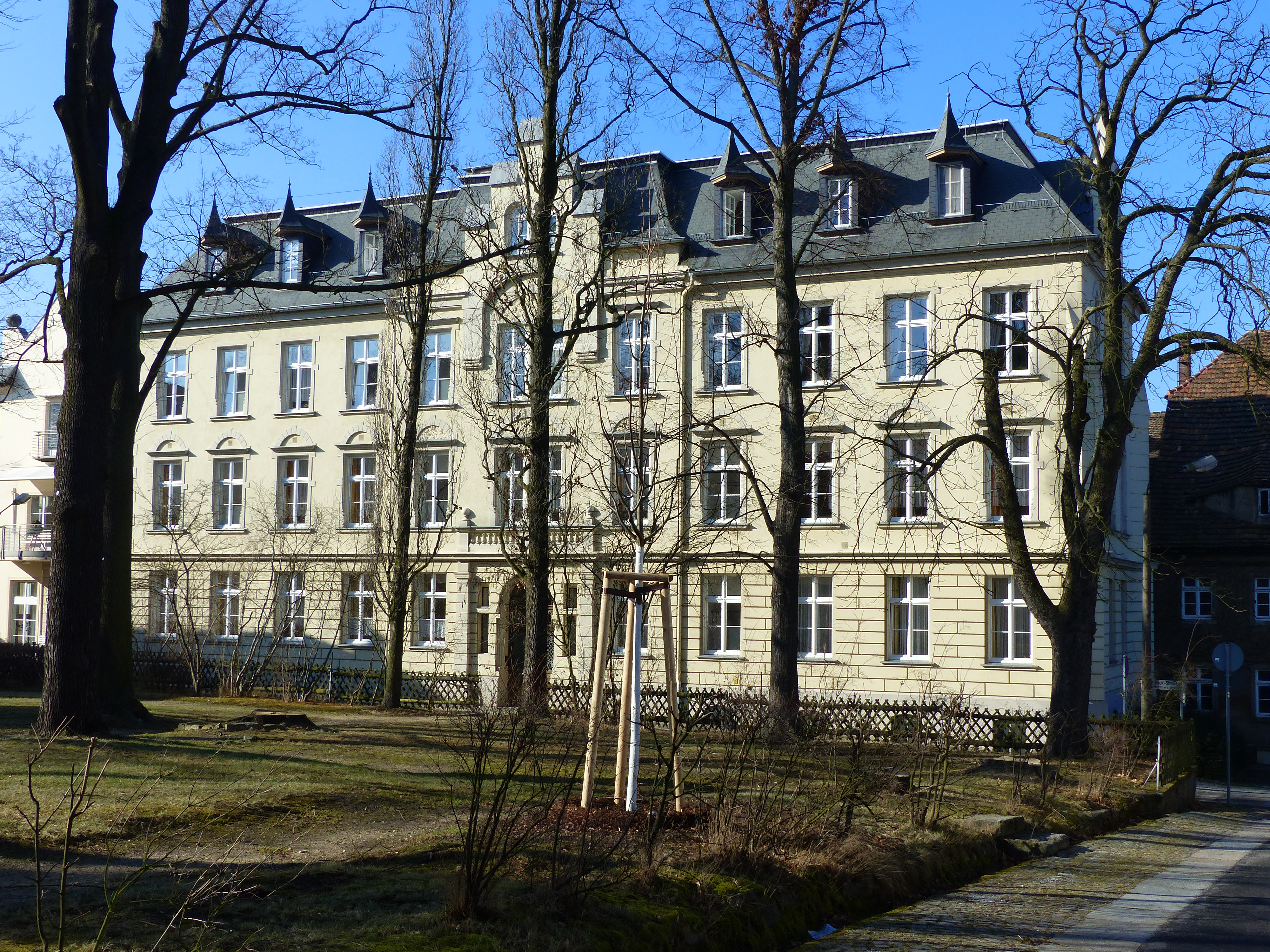
Бывшая школа-интернат чешских братьев. Памятник культуры федеральной земли Саксония

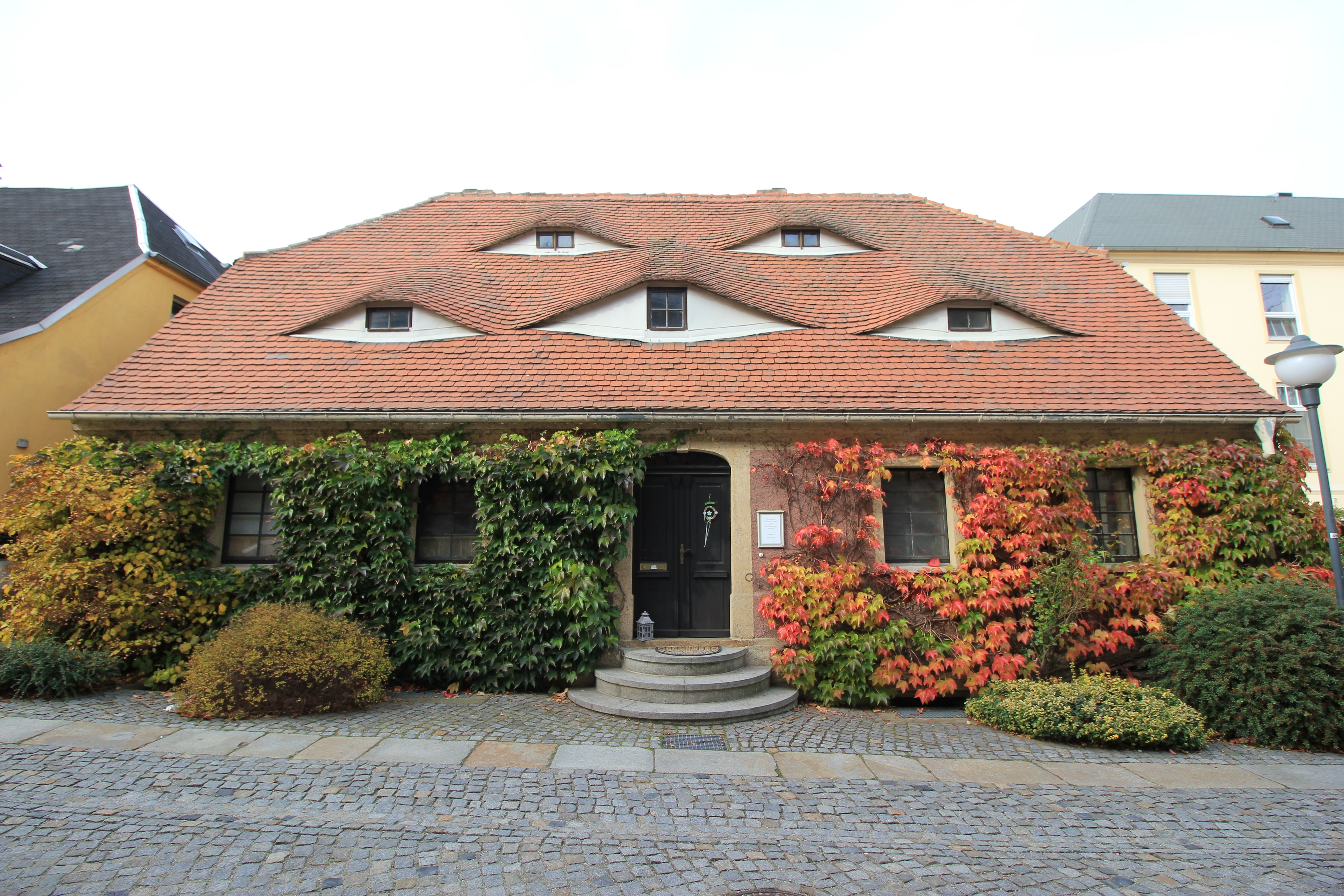
Жилой дом, Peter-Buck-Straße 3. Памятник культуры федеральной земли Саксония

Культурные памятники федеральной земли Саксония
- Погост, 1756,
- Мемориальный знак погибшим в Первой мировой войне, 1918, Schneiderberg
- Мемориальный знак погибшим в битве при Баутцене, 1813, около водонапорной башни
- Водонапорная башня, 1931, Wasserturm 2
- Колония «Малы-Вельков» (Колония "Гросвелька), 1751, улицы Friedhofsweg, Friedrich-Gruhl-Straße, Gerberberg, Glockengasse, Hauptstraße, Matthäus-Lange-Straße, Peter-Buck-Straße, Zinzendorfplatz, Zinzendorfstraße
- Жилой дом с аптекой, 1779, Friedhofsweg 1
- Жилой дом, 1778, Friedhofsweg 2
- Угловой жилой дом с семью гранитными столбами, 1787, Friedrich-Gruhl-Straße 2
- Жилой дом, 1800, Friedrich-Gruhl-Straße 4
- Жилой дом с облицовкой, 1766, Gerberberg 1
- Жилой дом, 1795, Hauptstraße 5
- Бывший гостиный дом, 1782, Hauptstraße 7
- Двор с двумя боковыми хозяйственными постройками, 1850, Hauptstraße 8
- Жилой дом, 1774, Hauptstraße 9
- Жилой дом, 1870, Hauptstraße 10
- Жилой дом, 1784, Hauptstraße 11
- Жилой дом, 1835, Hauptstraße 13
- Бывший гостиный дом, 1852, Hoyerswerdaer Straße 113
- Жилой дом с гранитной оградой, 1920, Hoyerswerdaer Straße 117
- Вилла, 1910, Hoyerswerdaer Straße 127
- Вилла, 1910, Hoyerswerdaer Straße 135
- Жилой дом, 1765, Matthäus-Lange-Straße 1
- Стена-ограждение с двумя воротами и двумя гранитными столбами, XIX век, Matthäus-Lange-Straße 1b
- Двухэтажное здание, 1900, Neue Straße 1
- Жилой дом, 1913, Neue Straße 5
- Бывшая школа-интернат чешских братьев (позднее — дом престарелых, школа для мальчиков), 1877, Peter-Buck-Straße 1
- Жилой дом (бывший сестринский дом), 1795, Peter-Buck-Straße 2
- Жилой дом, 1819, Peter-Buck-Straße 3
- Жилой дом, 1765, Peter-Buck-Straße 5
- Жилой дом и сарай с двусторонним двором, 1765, Peter-Buck-Straße 7
- Сарай, XVIII век, Schmiedegasse 2
- Жилой дом (бывший дом для вдов), 1759, Zinzendorfplatz 1
- Жилой дом с флигелем, 1865, Zinzendorfplatz 3
- Жилой дом, 1752, Zinzendorfplatz 4
- Жилой дом (бывший Дом священника), 1757, Zinzendorfplatz 5
- Жилой дом (бывший Хоральный зал), 1770, Zinzendorfplatz 6, 7
- Часовня чешских братьев, 1758, Zinzendorfplatz 8
- Комплекс из трёх жилых домов, 1860, Zinzendorfstraße 1
- Жилой дом, 1871, Zinzendorfstraße 3
- Двухуровневый жилой дом, 1762, Zinzendorfstraße 4, 6
- Жилой дом со стеной и двумя гранитными колонами, вторая половина XVIII века, Zinzendorfstraße 5
- Жилой дом, 1795, Zinzendorfstraße 5
- Жилой дом, 1795—1802, Zinzendorfstraße 7
- Жилой дом с конюшней и хозяйственными постройками, 1850, Fallantgässchen 4